# 베냉만

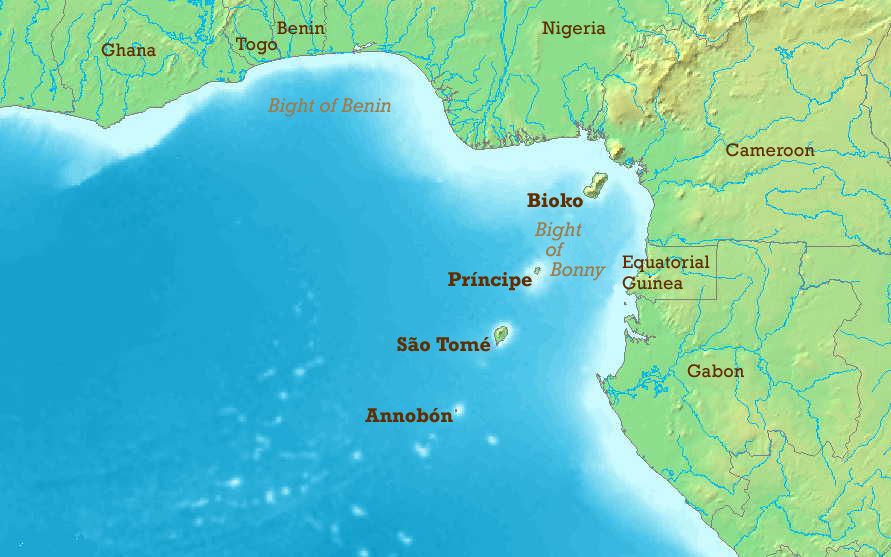
기니만 지도에 표시된 베냉만

베냉만(영어: Bight of Benin)은 아프리카 서부 연안에 위치한 대서양의 만으로 최대 길이는 300 km, 최대 너비는 640 km이다. 기니만의 일부를 형성하며 가나, 토고, 베냉, 나이지리아 연안과 접한다. 나이저강의 하구와 연결되어 있고 동쪽으로는 비아프라만과 접한다. 노예 무역과 관련이 있는 지명인 노예 해안으로 유명한 만이다.